# 高嶺さゆり
高嶺 さゆり（たかみね さゆり、1985年1月14日 - ）は、日本のAV女優。
身長:172cm。スリーサイズ:B100(G)・W60・H100cm。

## 略歴・人物
2007年より“現役早稲田大学生”の触れ込みで着エログラビアなどの活動をした後、同年10月にAVデビュー。
高身長（172cm）で巨乳（100cm・Gカップ）のAV女優であった。
潮吹きの激しい女優であった。陰毛は、もともと剛毛だったが、3作品目の「パイパン×激アクメ GEKI」でパイパンに剃り上げられた。

## 出演作品

### イメージビデオ
- 写女 素人着エロ倶楽部 さゆりちゃん 22才 現役!早稲田大学生（2007年8月2日、写女）
- X時間（エクスタシー） 19（2008年10月13日、ゴマブックス）[5]

### アダルトビデオ
- エリート失禁 現役早●生デビュー!!（2007年10月16日、マキシング） ※デビュー作[1]
- 失禁早●生・極BODYエロ標本（2007年11月16日、マキシング）[1]
- パイパン×激アクメ GEKI（2007年12月16日、マキシング）
- 現役早●生の早稲田失禁ゼミナール 高嶺さゆり（2008年2月16日、マキシング）[1]
- 高嶺さゆり the BEST（2008年5月16日、マキシング） ※総集編[1]
- 花の2006年度入社 SOD女子社員 仲良し同期4人組がついに落ちた!!（2008年7月17日、SODクリエイト）※「高嶺由梨」名義
- 東京ビューティーモデルズ 2 読者モデル騙しファックPARTY（2008年8月15日、イマージュ）
- エロスの金メダル☆　スポコスFUCKスペシャルエディション（2008年8月16日、マキシング）[1]
- No.1 CLUB GAL 攻略!!巨乳クラブギャル in 渋谷&六本木（2008年9月15日、ネクスト）
- フードルたちのAV出演白書（2011年1月16日、スターゲート）
- 情け深き剛毛ガールズの絶頂交尾（2012年5月16日、スターゲート）

## 電子書籍
- 現役早大生が、脱いだ。 －高嶺さゆり－ （2007年10月18日、イースト・プレス）[6]

## テレビ出演
- PEEPS NIGHT #7（2007年9月19日、エンタ!371）AV4姉妹物語の次女役

## 雑誌
- FLASH EX（2007年8月）
- アサヒ芸能（2007年9月）
- FRIDAY（2007年9月28日号）現役早稲田大学美女・高嶺さゆり「<顔出し>AVデビュー」の大波紋
- 週刊プレイボーイ（2007年10月）